# Savigny-en-Sancerre
Savigny-en-Sancerre is een gemeente in het Franse departement Cher (regio Centre-Val de Loire). De plaats maakt deel uit van het arrondissement Bourges. Savigny-en-Sancerre telde op 1 januari 2022 1.111 inwoners.

## Geografie
De oppervlakte van Savigny-en-Sancerre bedroeg op 1 januari 2022 33,31 vierkante kilometer; de bevolkingsdichtheid was toen 33,4 inwoners per km².
De onderstaande kaart toont de ligging van Savigny-en-Sancerre met de belangrijkste infrastructuur en aangrenzende gemeenten.

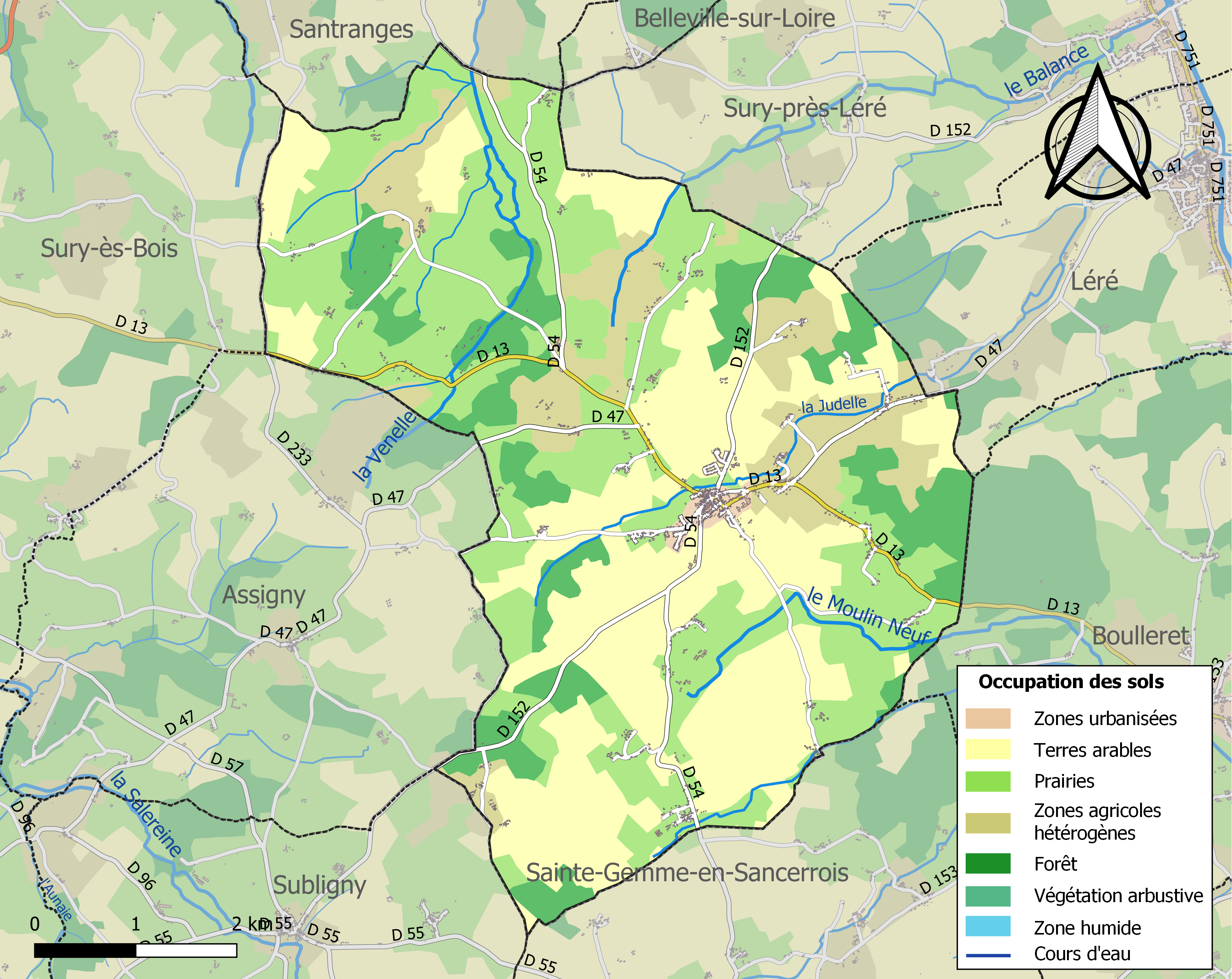

## Demografie
Onderstaande figuur toont het verloop van het inwonertal (bron: INSEE-tellingen).